# آریاکه آرنا
آریاکه آرنا (انگلیسی: Ariake Arena) یک سالن ورزشی در توکیو، ژاپن است.
این ورزشگاه که در سال ۲۰۲۰ تاسیس شده دارای ۱۲٬۰۰۰ نفر ظرفیت است و میزبان مسابقات والیبال بازی‌های المپیک تابستانی ۲۰۲۰ و مسابقات بسکتبال با ویلچر بازی‌های پارالمپیک تابستانی ۲۰۲۰ است.

## نگارخانه

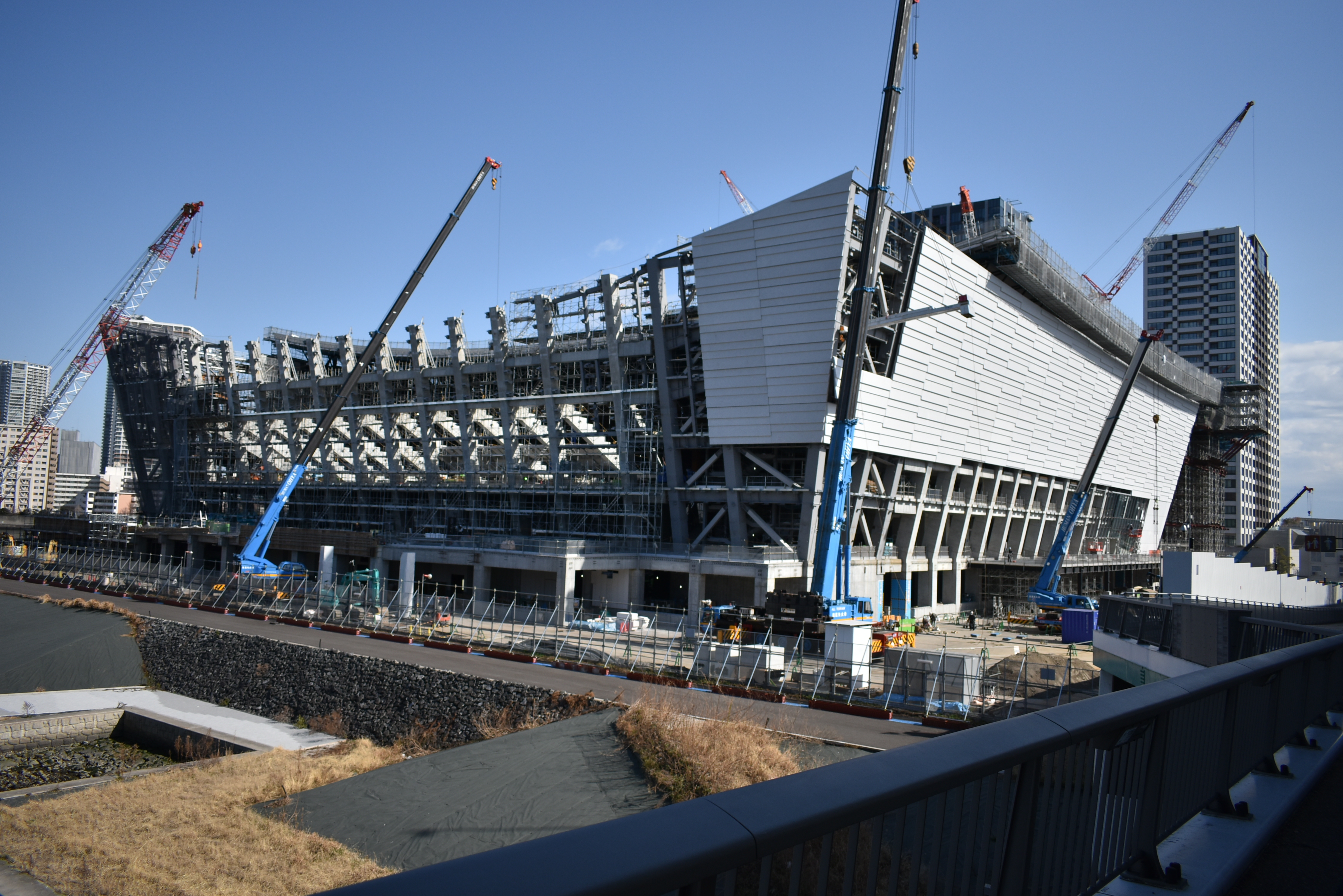
در حال ساخت، ۲۰۱۹
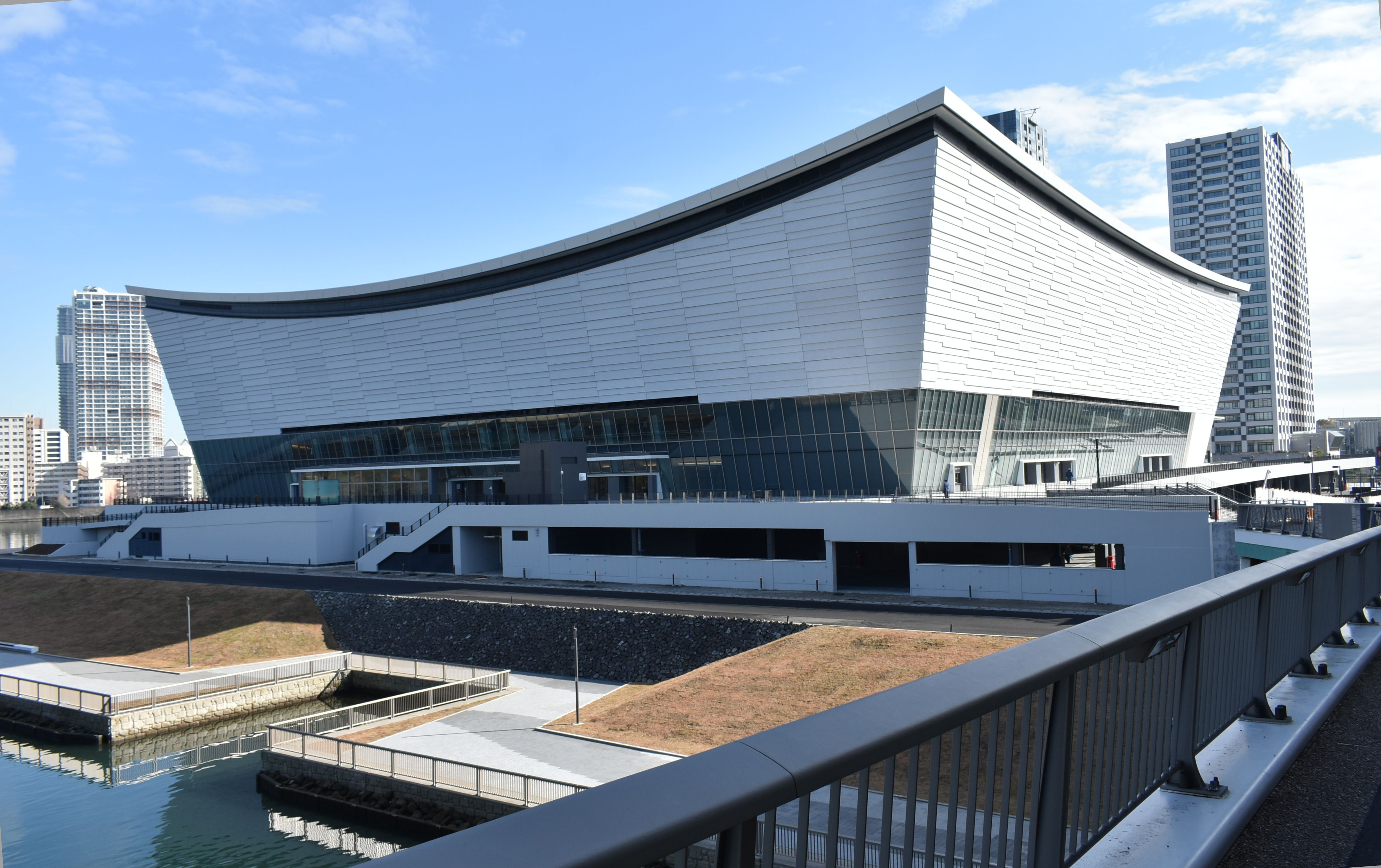
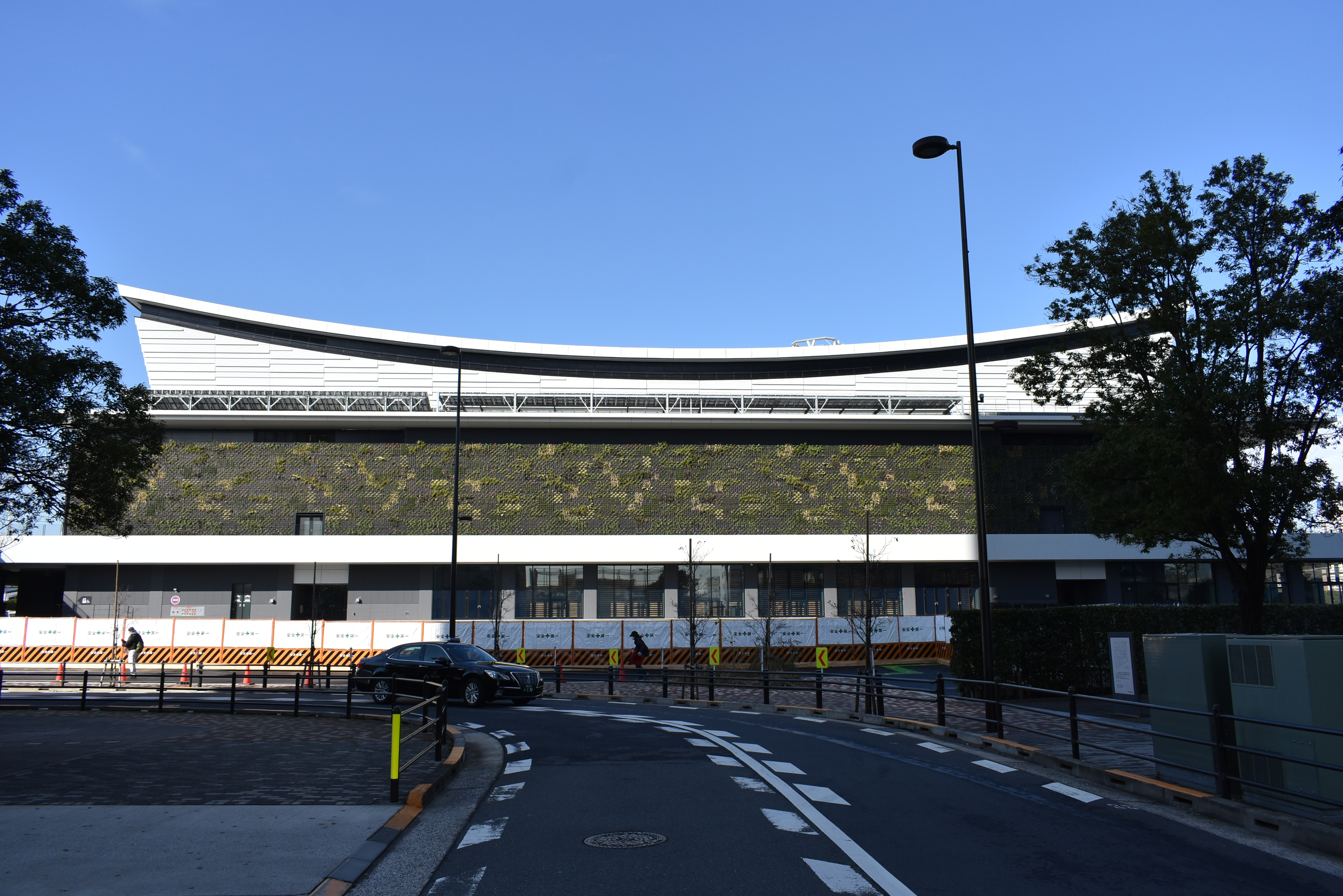
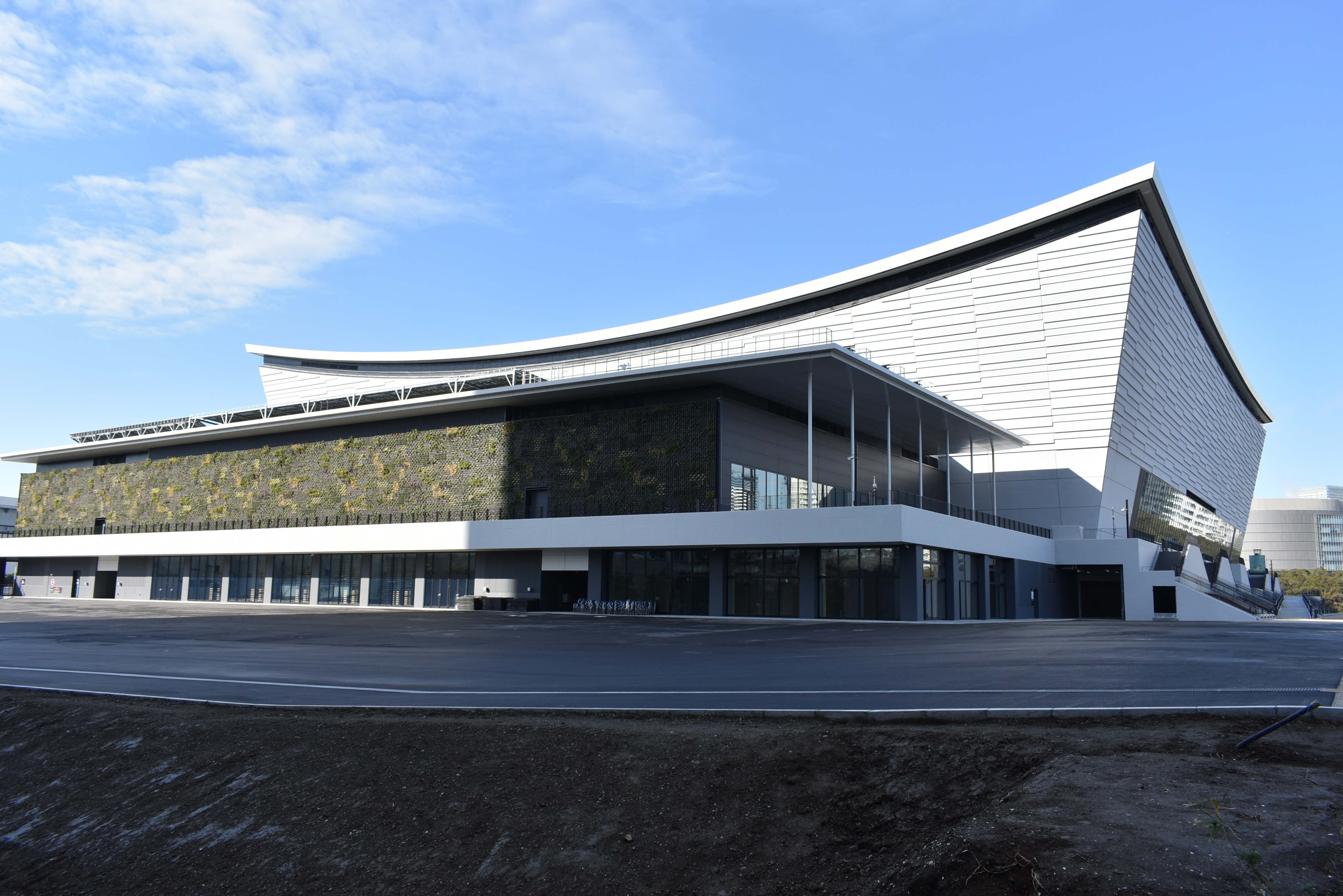